# Jay Allen
Jay Cooke Allen (Seattle, 1900 - Carmel-by-the-Sea, 1972) fue un periodista estadounidense. Como corresponsal de diversos medios norteamericanos, se especializó como periodista de guerra en Europa e informó de diversos conflictos, como la guerra civil española y la Segunda Guerra Mundial.

## Corresponsal en Europa
Hijo de un abogado de Portland, Allen se graduó como periodista en la Universidad de Harvard. En 1924 sustituyó a Ernest Hemingway —a quien le unía una gran amistad— como corresponsal en París del Chicago Tribune, y desde donde informó, hasta 1934, sobre los acontecimientos en Francia, Bélgica, España, Italia, Austria, Alemania, Polonia y los Balcanes.

## Traslado a España
En 1934 se trasladó a España, con la intención de realizar un estudio sobre la Reforma Agraria en el sur del país y Extremadura (donde pasó varios meses), e informó sobre los acontecimientos que se estaban produciendo, como la Revolución de Asturias de 1934. Precisamente fue detenido por un artículo para el Chicago Daily News (desde donde también informaba su colega y amigo John T. Whitaker) narrando la represión que se produjo tras los sucesos de Asturias.

### Guerra civil
Se encontraba en Torremolinos cuando se produjo la sublevación militar del 18 de julio contra la II República española. Durante el conflicto, consiguió entrevistar a Franco, en Tetuán (protectorado español de Marruecos) el 27 de julio siguiente. A raíz de la entrevista, Allen publicó un artículo con la siguiente conversación:

Allen: «¿Durante cuánto tiempo se prolongará la situación ahora que el golpe ha fracasado?»
Franco: «No puede haber ningún acuerdo, ninguna tregua. Salvaré a España del marxismo a cualquier precio».
Allen: «¿Significa eso que tendrá que fusilar a media España?»
Franco: «He dicho a cualquier precio».

También consiguió la última entrevista que se le realizó a José Antonio Primo de Rivera, el 3 de octubre de 1936, en la cárcel de Alicante, donde fue fusilado.
Pero el artículo de mayor impacto firmado por Allen lo remitió desde Elvas (Portugal), donde se alojó tras ser testigo de la masacre de Badajoz, la brutal represión perpetrada por el bando sublevado contra la población de Badajoz tras la ocupación de la ciudad. El Chicago Tribune publicó este artículo, titulado «Slaughter of 4,000 at Badajoz, City of Horrors» (Matanza de 4.000 en Badajoz, ciudad de los horrores) el 30 de agosto de 1936, crónica considerada una de las más importantes de la historia del periodismo de guerra.
Después de algunos trabajos para el New York Times, Jay Allen volvió a Estados Unidos, donde, influenciado por los sucesos de que había sido testigo, se dedicó a buscar ayuda para la República, llegando a entrevistarse con el secretario de Estado Cordell Hull y el Secretario de Interior Harold L. Ickes.

## Segunda Guerra Mundial
En 1940 regresó a Europa, concretamente a la Francia ocupada por los nazis como corresponsal de la Agencia NANA (North American Newspaper Alliance), donde también se dedicó a coordinar un comité que ayudaba a los intelectuales y artistas franceses a escapar del país. A causa de estas actividades, y de su acusación como agente británico, fue detenido por la Gestapo en 1941, y encarcelado en Chalon-sur-Saône y después en Dijon, aunque fue liberado ese mismo año en un intercambio de prisioneros. El 8 de noviembre de 1942 acompañó, integrando el Departamento de Guerra Psicológica del Ejército de los Estados Unidos, el desembarco aliado en el norte de África.

## Regreso a Estados Unidos y muerte
Tras sus experiencias en Europa, Allen entró en una profunda depresión, y el ambiente de anticomunismo que imperó en Estados Unidos durante la Guerra Fría acabó obligándole a abandonar la vida pública, sufriendo además, varios derrames cerebrales. Víctima de uno de ellos falleció en Carmel-by-the-Sea (California) en diciembre de 1972.
El trabajo de Jay Allen es considerado todo un referente y, junto con otros corresponsales en la guerra civil española, fue pionero del periodismo de guerra.